# Marnay-sur-Marne
Marnay-sur-Marne település Franciaországban, Haute-Marne megyében. Lakosainak száma 333 fő (2022. január 1.). Marnay-sur-Marne Faverolles, Foulain, Leffonds, Poulangy, Vesaignes-sur-Marne és Villiers-sur-Suize községekkel határos.

## Népesség
A település népességének változása:
| Lakosok száma | 188  | 187  | 245  | 284  | 304  | 307  | 325  | 336  | 339  | 333  |
|               | 1968 | 1982 | 1990 | 2006 | 2013 | 2015 | 2017 | 2019 | 2020 | 2022 |